# 헬 (2003년 영화)
헬(In Hell)은 2003년 공개된 미국의 액션 영화이다.

## 출연

### 주연
- 장 끌로드 반담

### 조연
- 로렌스 테일러
- 마니 앨튼
- 말라카이 데이비슨
- 빌리 리엑

## 기타
- 공동제작: 에릭 제임스 버겟츠
- 공동제작: 조지 알바레즈
- 공동제작: 캐시 브레이턴
- 공동제작: 라티 그로브맨
- 특수효과: 스콧 콜터
- 의상: 케이트 힐리
- 배역: 샤나 랜스버그
- 배역: 테리 피들먼